# 鹿児島市立鴨池中学校
鹿児島市立鴨池中学校（かごしましりつかもいけちゅうがっこう、英語: Kamoike Junior High School）は、鹿児島県鹿児島市真砂本町にある市立の中学校。

## 概要
鹿児島湾の埋立地海軍鹿児島航空基地跡に建てられており、学校敷地内に防風林の名残である松が残っている。生徒数は1997年には670人台であったが、その後減少に転じ、2004年は470人台にまで減少していた。しかし近年では、増加傾向であり、2006年5月1日現在の生徒数は518人となっている。また、校庭は鹿児島市内で有数の広さを誇る。

## 沿革
- 1947年（昭和22年）-　鹿児島市立第九中学校として開校[1]。
- 1949年（昭和24年）-　新制中学として、校名を現在の鹿児島市立鴨池中学校に変更[1]。
- 1959年（昭和34年）-　南中学校が分離独立。
- 1961年（昭和36年）-　校歌制定[2]。
- 1967年（昭和42年）-　紫原中学校が分離独立。

## 部活動
運動部
野球部・サッカー部・男子ソフトテニス部・女子ソフトテニス部・男子バスケットボール部・女子バスケットボール部・女子バレー部・陸上部・水泳部・男子卓球部・女子卓球部・剣道部・弓道部
文化部
吹奏楽部・美術部

## 通学区域
- 鴨池小校区：鴨池新町、真砂町、真砂本町
- 中郡小校区：唐湊三丁目の一部、唐湊の一部、郡元1～3丁目、鴨池1丁目及び鴨池2丁目の大部分

## 主な卒業生
- 上川徹（元サッカー審判員）
- 西田聖志郎（俳優）
- 沢村一樹（俳優）
- 益山遼太郎（元プロバスケットボール選手）
- 森本繁（クール・ファイブ）
- 前田浩二（元サッカー監督）